# Могилата (филм)
Вижте пояснителната страница за други значения на Могилата.
„Могилата“ (на английски: The Hill) е британски военен филм от 1965 година на режисьора Сидни Лумет по сценарий на Рей Ригби, създаден на основата на неговата едноименна пиеса в съавторство с Рей Алън.

## Сюжет
Действието на филма се развива през Втората световна война в британски военен затвор в Либия. Бруталният старши сержант Уилсън (в ролята Хари Андрюс) поставя на войниците изтощителни, безсмислени и монотонни задачи, за да прекърши духа им. След като един от прекалено усърдните надзиратели предизвиква смъртта на един от затворниците, друг затворник, разжалвания подофицер Джо Робъртс (в ролята Шон Конъри) влиза в открит конфликт с Уилсън.

## В ролите
| Изпълнител      | Роля                     |
| --------------- | ------------------------ |
| Шон Конъри      | Джо Робъртс              |
| Хари Андрюс     | Бърт Уилсън              |
| Оси Дейвис      | Джеко Кинг               |
| Иън Хендри      | Старши сержант Уилямс    |
| Иън Банън       | Харис                    |
| Алфред Линч     | Джордж Стивънс           |
| Рой Кинир       | Монти Бартлет            |
| Майкъл Редгрейв | Офицер медицинска служба |
| Джек Уотсон     | Джок МакГрет             |
| Норман Бьорд    | Комендант                |
| Нил Макарти     | Бертон                   |
| Говард Гурни    | Уолтърс                  |
| Тони Контер     | Мартин                   |